# Лејк Делтон (Висконсин)
Лејк Делтон (енгл. Lake Delton) град је у америчкој савезној држави Висконсин.

## Демографија
По попису из 2010. године број становника је 2.914, што је 932 (47,0%) становника више него 2000. године.
| Група             | 2000.         | 2010.         |
| Белци             | 1.870 (94,3%) | 2.267 (77,8%) |
| Афроамериканци    | 2 (0,1%)      | 20 (0,7%)     |
| Азијати           | 8 (0,4%)      | 85 (2,9%)     |
| Хиспаноамериканци | 33 (1,7%)     | 447 (15,3%)   |
| Укупно            | 1.982         | 2.914         |